# Грабкув (Стараховицький повіт)
Грабкув (пол. Grabków) — село в Польщі, у гміні Павлув Стараховицького повіту Свентокшиського воєводства.
Населення — 418 осіб (2011).
У 1975-1998 роках село належало до Келецького воєводства.

## Демографія
Демографічна структура на день 31 березня 2011 року:
|          | Загалом | Допрацездатний вік | Працездатний вік | Постпрацездатний вік |
| -------- | ------- | ------------------ | ---------------- | -------------------- |
| Чоловіки | 214     | 39                 | 159              | 16                   |
| Жінки    | 204     | 44                 | 113              | 47                   |
| Разом    | 418     | 83                 | 272              | 63                   |